# Marée noire du 19 mai 2015

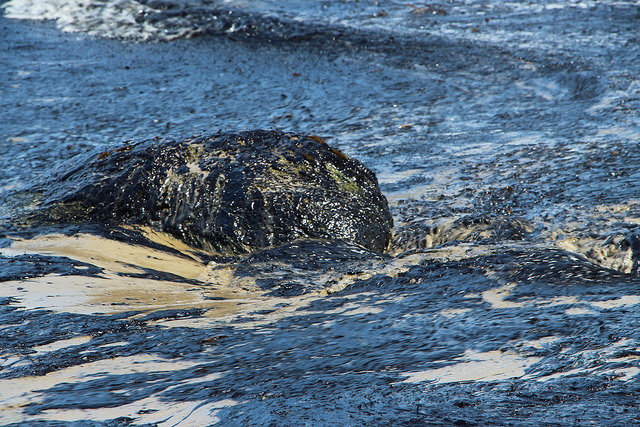
Du pétrole s’écoule sur la plage de Refugio

Le 19 mai 2015, une marée noire a lieu au nord de la plage Refugio, à Goleta, dans le comté de Santa Barbara, en Californie. 

Selon le bureau de la gestion des secours du comté, la marée noire aurait été causée par un pipeline de la compagnie américaine Plains All American Pipeline. Le pipeline, construit en 1991, et conçu pour transporter , faisait partie d'une ligne qui n'avait jamais auparavant rompu et qui avait été inspectée en 2012, selon des représentants de la compagnie du pipeline. 

Bien que la fuite est arrêtée à  15 heures par une équipe de garde-côtes, Linda Krop, conseillère en chef du Centre de Défense Environnementale basé à Santa Barbara, affirme qu'il s'agit d'une catastrophe pour la faune locale, car de nombreux animaux, tels que des baleines grises, des lions de mer et des phoques passent par l'endroit touché par la marée,. Les rapports préliminaires des garde-côtes américains concernant la quantité de pétrole qui se serait écoulée l'estiment à environ 21,000 gallons américains, soit une quantité équivalant à 500 barils. 
 Plains All American Pipeline ont aussi affirmé que le débit estimé de pétrole dans l’oléoduc au moment de la rupture était de 54600 gallons par heure, un débit moindre que ce pour quoi le pipeline avait été conçu (150 000 barils de pétrole par jour), ce qui a remis en cause la fiabilité des oléoducs en général et provoqué la comparaison avec une marée noire autrement importante, celle de 1969, qui avait eu lieu au même endroit que celle de 2015.